# Lippstadt Challenger 1997
Il Lippstadt Challenger 1997 è stato un torneo di tennis facente parte della categoria ATP Challenger Series nell'ambito dell'ATP Challenger Series 1997. Il torneo si è giocato a Lippstadt in Germania dal 27 gennaio al 2 febbraio 1997 su campi in sintetico ndoor.

## Vincitori

### Singolare
Arne Thoms ha battuto in finale  Dirk Dier con il punteggio di 7–6, 6–3

### Doppio
Henrik Holm /  Nils Holm hanno battuto in finale  Fredrik Bergh /  Rikard Bergh con il punteggio di 7–6, 7–6